# Доктор Живаго (филм)
„Доктор Живаго“ (на английски: Doctor Zhivago) е американско-италиански романтичен исторически филм от 1965 година на режисьора Дейвид Лийн. Той се основава на едноименния роман на руския писател Борис Пастернак и е филмиран по адаптирания сценарий на Робърт Болт. Във филма участват Джули Кристи, Омар Шариф, Алек Гинес, Род Стайгър, Ралф Ричардсън и Джералдин Чаплин. Филмът печели 5 награди „Оскар“, както и 5 номинации.

## Сюжет
Филмът носи името на главния герой Юрий Живаго, който е лекар и поет, разкъсван между две жени, по времето на Руската революция.

## В ролите
| Актьор           | Роля                       |
| ---------------- | -------------------------- |
| Омар Шариф       | Юрий Живаго                |
| Джули Кристи     | Лара Антипова              |
| Джералдин Чаплин | Тоня Громеко               |
| Род Стайгър      | Виктор Комаровский         |
| Алек Гинес       | Генерал Евграф Живаго      |
| Том Кортни       | Паша Антипов / Стрельников |
| Шивон Маккена    | Анна                       |
| Ралф Ричардсън   | Александър Громеко         |
| Клаус Кински     | Костоед-Амурский           |
| Рита Ташингам    | Тоня Комаровская           |